# 張天復
張天復（1513年—1578年），字復亨，號內山，浙江紹興府山陰縣人，明朝政治人物、地理學家。

## 生平
嘉靖二十二年（1543年）癸卯科浙江鄉試第七十五名舉人，二十六年（1547年）丁未科三甲第一百二十九名進士。工部觀政，授禮部主事，改吏部主事，升禮部郎中，出為湖廣按察司副使，奉敕督視湖南學政，升江西布政使司參政，謫雲南按察司副使，升甘肅行太僕寺卿，隆慶二年（1568年）明軍在武定府平亂中被當地土民擊敗，受牽連被押解受審，削籍為民。

## 著作
撰寫《皇輿考》一書，對《一統志》的錯誤進行駁正。

## 家族
南宋張浚的後裔。曾祖張恭；祖父張宗盛；父張詔，贈吏部主事。母趙氏。兄張天衢（漢陽府同知）、張天德。子張元忭（隆慶五年狀元，左春坊左諭德兼翰林院侍讀）、張元憬。張天衢子張元慶。張元忭子張汝霖、張汝懋。